# Fachwerkkirche Kremitz

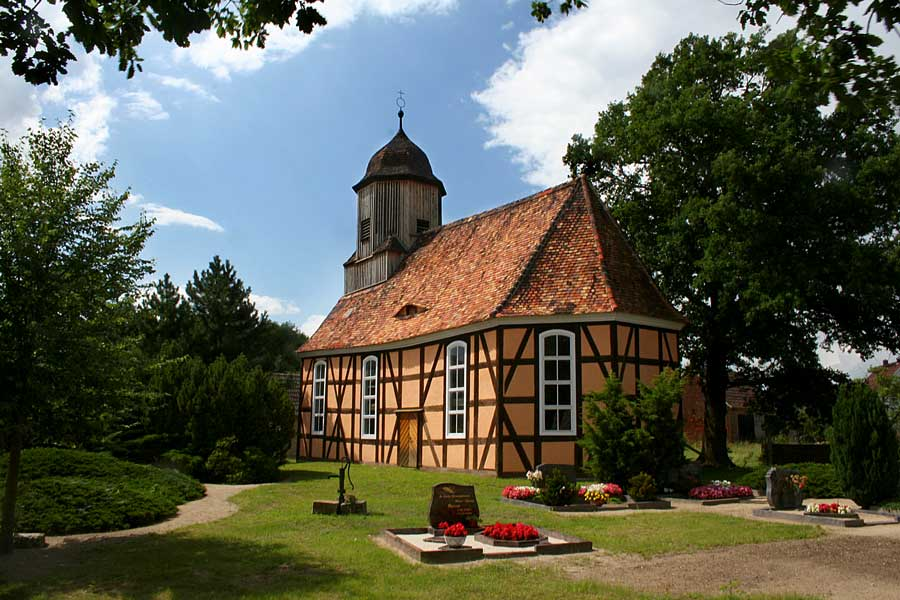
Die Kirche in Kremitz

Die Fachwerkkirche Kremitz befindet sich in Kremitz, einem Ortsteil der Stadt Jessen im Landkreis Wittenberg, und hatte die Heilige Maria als Namenspatronin.

## Geschichte
Das aus dem Jahr 1783 stammende Gebäude wurde auf einem Vorgängerbau, dessen Entstehungszeit unbekannt ist, errichtet. Dieser Vorgängerbau soll den Dreißigjährigen Krieg unbeschadet überstanden haben. Die Kirche ist ein barocker Fachwerkbau mit einem dreiseitigen Ostabschluss und einem westlichen, achtseitigen Turm. Der Turm mit seiner Schweifhaube ist mit einer aus Holz bestehenden Verkleidung versehen.

## Beschreibung

### Altar und Kanzel
Der Altar der Kirche stammt aus der Zeit vor der Reformation. An den Seiten des Altares befinden sich der Heilige Stephanus und die Namenspatronin des Bauwerkes. Über dem Altar befindet sich eine Kanzel, welche sich früher vermutlich an einer Seitenwand des Bauwerks befand. Da der Eingang zur Kanzel wie der Rahmen zu einem Altarbild aussieht, wird vermutet, dass an dieser Stelle ein Altargemälde angebracht war.

### Taufe
Die aus Sandstein bestehende Taufe wurde von Kurfürstin Hedwig gestiftet und trägt als Inschrift „Lasset die Kindlein zu mir kommen - wer da glaubet und getauft wird, der wird selig werden - Wie viele aber getauft sind, die haben Christus angezogen“. Eine weitere Inschrift verweist auf die Stifterin und das Jahr der Stiftung: „A.H. 1627“. Über dieser Inschrift ist die kurfürstliche Krone angebracht. Die mit einer flachen Kuppa versehene Taufe steht auf einem als Baluster ausgeführten Fuß. eine dazugehörige, aus dem Jahr 1647 stammende, und aus Ton gebrannte Taufschüssel wurde durch eine versilberte Schüssel ersetzt.

### Orgel
Die Orgel der Kirche wurde durch Orgelbaumeister Schrickel aus Eilenburg im April 1864 für 225 Taler errichtet.

## Sonstiges
Kremitz gehört zum Pfarrbereich Annaburg-Klöden-Prettin I im Kirchenkreis Wittenberg der Evangelischen Kirche in Mitteldeutschland.
Die Kirche verfügt über eine Heizung, die durch einen Einwohner des Nachbarortes Premsendorf gestiftet wurde. Über der Eingangstür zur Kirche ist eine Inschrift mit den Worten: „Kommt her und fallt auf eure Knie vor Gottes Majestät allhie, es ist sein Eigentum und Haus, wer Sünde tut der bleibe aus.“ angebracht.